# Zinédine Zidane
Zinédine Yazid Zidane (Marseille, 23 juni 1972) is een Frans voetbaltrainer en voormalig profvoetballer. Hij wordt gezien als een van de beste Franse voetballers ooit. Tijdens zijn profcarrière speelde hij voor AS Cannes, Girondins de Bordeaux, Juventus en Real Madrid. Hij speelde 108 interlands in het Franse nationale team, waarmee hij het WK 1998 en het EK 2000 won. Zizou werd driemaal verkozen tot Wereldvoetballer van het Jaar en won onder meer de UEFA Champions League en landskampioenschappen in zowel Spanje als Italië.
Zidane debuteerde als hoofdtrainer van Real Madrid in januari 2016 en won met De Koninklijke datzelfde jaar de UEFA Champions League, de UEFA Super Cup en het FIFA wereldkampioenschap voor clubteams. In mei 2017 werd hij met Real Madrid landskampioen van Spanje en in juni 2017 won hij voor de tweede maal op rij de UEFA Champions League. In augustus 2017 won hij met Real Madrid opnieuw de UEFA Super Cup en won hij tevens de Supercopa. In december 2017 won hij met Real Madrid voor de tweede keer op rij het FIFA wereldkampioenschap voor clubteams. In mei 2018 won Zidane voor de derde keer op rij de UEFA Champions League, waarmee hij de enige trainer is die dit drie keer op rij lukte. Op donderdag 27 mei 2021 kondigde Zidane aan te stoppen als hoofdtrainer bij de Spaanse club Real Madrid.

## Persoonlijk leven
Zinedine Yazid Zidane werd geboren in Marseille als kind van Algerijns-Kabylische ouders. Het gezin bestond uit vijf kinderen. Zijn ouders emigreerden van het Algerijnse Aguemoune naar Parijs voor de start van de Algerijnse Oorlog in 1953. De familie vestigde zich in de noordelijke districten Barbes en Saint-Denis, Parijs. Daar vond de familie Zidane weinig werk. Midden 1960 verhuisde de familie Zidane naar de noordelijke voorstad La Castellane, Marseille. Zijn vader was daar werkzaam als magazijnmedewerker, terwijl zijn moeder huisvrouw was. De familie Zidane had een redelijk comfortabel leven vergeleken met de standaard van de nabije omgeving, die bekendstond als een buurt met hoge criminaliteitscijfers en werkloosheid.
In La Castellane kwam Zidane op zijn achtste levensjaar voor het eerst in aanraking met het voetbal. De kinderen in de buurt speelden voetbal op Place Tartane. Op zijn 14de levensjaar ging Zinédine Zidane spelen bij de lokale voetbalclub US Saint-Henri. Nadat hij 1,5 jaar had gevoetbald bij deze club ging hij spelen bij de club SO Septèmes-les-Vallons. De coach van Septèmes had de directeur ervan overtuigd om Zidane te halen.
Zidane speelde tot zijn zestiende bij So Septèmes-Les-Vallons, totdat hij werd gescout voor een driedaags trainingskamp bij de CREPS (Regionale centrum voor Sport), een van de vele voetbalinstituten die gerund worden door de Franse voetbalbond. Daar werd Zidane gescout door de scout van AS Cannes, Jean Varraud.
Zinédine Zidane ontmoette in zijn spelerstijd bij AS Cannes de Spaanse danseres Veronique Fernandez. Na een relatie van enkele jaren traden ze in 1994 in het huwelijk. Ze hebben samen vier zonen, die allemaal in de jeugdopleiding van Real Madrid spelen.

## Spelerscarrière

### Clubvoetbal

#### Juventus FC
In het jaar 1996, na de verloren finale in de UEFA Cup met Girondins Bordeaux, maakt Zidane de overstap naar Juventus, de club waar eerder Platini speelde in de jaren 80. Met de overgang zou 3.500.000 euro gemoeid zijn. Hier zou hij gaan spelen onder de trainer Marcello Lippi, en samen met zijn landgenoot Didier Deschamps. Bij Juventus groeit Zidane uit tot de smaakmaker van de ploeg, en volgens voetballiefhebbers schuilt er een potentieel wereldtopper in de speler. Met Juventus won hij in het seizoen 1996/97 het landskampioenschap en de Wereldbeker (1-0 winst tegen River Plate). Ook werd hij in 1997 met Juventus Champions League-finalist, maar verloor de finale met 3-1 van Borussia Dortmund. Het seizoen erna was Zidane weer een dragende factor voor de Bianconeri, en wist het wederom een landstitel te pakken en de Champions League finale te bereiken, ditmaal tegen Real Madrid (1-0 verlies). In zijn 5 seizoenen voor Juventus zou Zidane uiteindelijk de Wereldbeker, de Intertoto Cup en twee landskampioenschappen veroveren. Hij werd geroemd om zijn spelinzicht, scherpe passes en individuele klasse. Mede door zijn grootse prestaties met het Franse elftal, groeit hij op dat moment uit tot een van de beste spelers binnen het elftal. Real Madrid wilde ten koste van alles de begaafde spelverdeler in het witte shirt van Los Merengues krijgen. Nadat De Koninklijke het recordbedrag van 78 miljoen euro betaalde, vertrok Zidane in 2001 naar Real Madrid. Zidane werd hiermee toentertijd de duurste speler tijdens een voetbaltransfer uit de voetbalgeschiedenis.

#### Real Madrid
Zinédine Zidane bekroonde zijn eerste jaar Real Madrid met het winnen van de Champions League en de Super Cup in 2002. De Franse klasbak was de beste man van het team door altijd aanwezig te zijn in de aanvalsopbouw van Real. Tijdens de finale tegen Bayer Leverkusen speelde Zidane een van zijn beste wedstrijden. Dankzij de aannames, hakjes, schijnbewegingen en goed inzicht waren zijn acties een lust voor het oog voor veel voetballiefhebbers. Zidane besliste de wedstrijd door op de rand van het strafschopgebied met een halve omhaal in de linkerkruising te schieten en met Los Galácticos de Champions League te winnen.

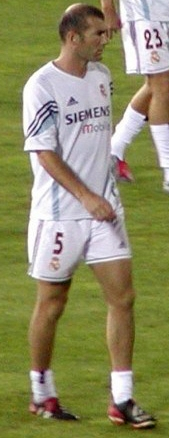
Zidane in het shirt van Real Madrid

Zidane was met Real Madrid aanvankelijk succesvol op zowel sportief gebied met een Champions League en een landstitel in 2003, als op financieel gebied met een toegenomen marktwaarde in vooral Oost-Azië. Vanaf het seizoen 2003/2004 ging het sportief mis bij Real Madrid. Veteraan en aanvoerder Fernando Hierro moest vertrekken, evenals succestrainer Vicente del Bosque. Het beleid van de Real Madrid voorzitter Florentino Pérez was slechts financieel ingesteld en haalde David Beckham en Ronaldo om de merchandising op te stuwen. Ondanks regelmatige blessures wist Zidane met de Galácticos de supporters blij te maken met attractief voetbal. Desondanks wist Real Madrid geen noemenswaardige prijzen meer te winnen.
Op 7 mei 2006 speelde Zidane zijn laatste wedstrijd voor Real Madrid, in de competitiewedstrijd tegen Villarreal CF dat plaatsvond in het Santiago Bernabéu stadion. Zidane scoorde in zijn afscheidswedstrijd, die uiteindelijk 3-3 eindigde. Zijn teamgenoten droegen speciale shirts waarop Zidane 2001-2006 in het teamlogo verwerkt zat. De Real Madrid fans schreeuwden massaal zijn naam tijdens de wedstrijd. Na de wedstrijd gaven ze hun voormalige publiekslieveling een warme staande ovatie met veel applaus en zongen gezamenlijk "Merci", waarop Zidane het veld in tranen verliet. Het zou zijn laatste wedstrijd zijn in professioneel clubverband.

### Interlands

#### Frankrijk
Na een zwaar - maar goed - seizoen met Girondins de Bordeaux, kreeg Zidane vlak voor het EK 1996 een auto-ongeluk. Hij raakte niet ernstig gewond en kon daardoor nog wel deelnemen aan het toernooi. Hoewel Frankrijk reikte tot de halve finale tegen Tsjechië, was Zidane niet in beste doen en speelde hij ver onder zijn niveau.
In 1998 werd Zidane in eigen land de ster van het toernooi en sleepte met Frankrijk voor het eerst de wereldtitel in de wacht.Tijdens de finale van het toernooi vervult Zidane een cruciale rol in de 3-0 overwinning op Brazilië door twee keer met het hoofd te scoren uit hoekschoppen.
In 2000 hadden de Fransen wat meer moeite om de Europese titel binnen te halen, maar ook deze titel kon Zidane op zijn palmares bijschrijven.

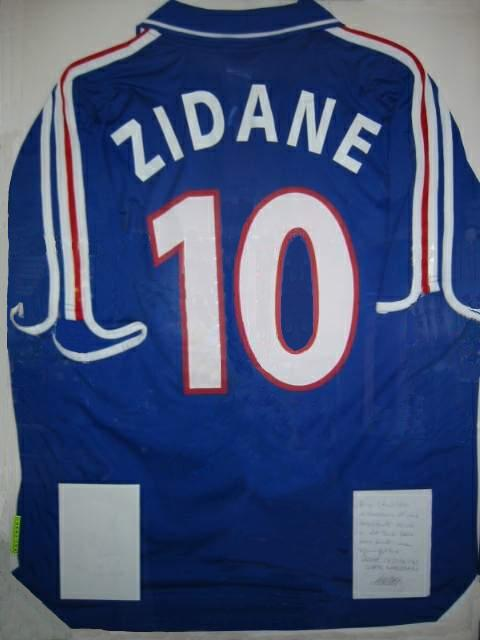
Het EK 2000 shirt van Zidane

#### Comeback
Op 1 april 2005 stelde Zidane zich vervolgens weer beschikbaar als speler voor het Franse nationale elftal, veel mensen beschouwden dit als een 1 april-grap, maar hij was bloedserieus en deed mee aan het WK 2006. In april 2006 maakte hij bekend na het WK 2006, zijn carrière als profvoetballer te beëindigen; dat deed hij door in de finale van het WK 2006 tegen Italië Marco Materazzi een kopstoot te geven, waarvoor hij een rode kaart kreeg.

#### WK 2006
Zidanes laatste wedstrijd was de WK-finale van 2006 tegen Italië. In de zevende minuut scoorde hij de openingstreffer door een Panenka-strafschop die via de lat net achter de doellijn ging. Tijdens de verlenging, bij een stand van 1-1, kreeg Zidane een rode kaart wegens het geven van een kopstoot aan Marco Materazzi, ook bekend als de Zidane-kopstoot. Frankrijk verloor daarna de strafschoppenserie. Zidane, die de groepswedstrijd tegen Togo vanwege een schorsing had gemist, werd niettemin uitgeroepen tot beste speler van het toernooi. De rode kaart in de finale was de vijftiende uit zijn carrière.
Zidane werd driemaal verkozen tot de beste voetballer ter wereld: in de jaren 1998, 2000 en 2003. Ook stond zijn transfer van Juventus naar Real Madrid een tijd te boek als duurste ooit.

### Statistieken
| Seizoen | Club                  | Competitie       | Competitie | Competitie | Beker | Beker  | Europa | Europa | Totaal | Totaal |
| Seizoen | Club                  | Competitie       | Wed.       | Doelp.     | Wed.  | Doelp. | Wed.   | Doelp. | Wed.   | Doelp. |
| ------- | --------------------- | ---------------- | ---------- | ---------- | ----- | ------ | ------ | ------ | ------ | ------ |
| 1988/89 | AS Cannes             | Ligue 1          | 2          | 0          | 0     | 0      | –      | –      | 2      | 0      |
| 1989/90 | AS Cannes             | Ligue 1          | 0          | 0          | 0     | 0      | –      | –      | 0      | 0      |
| 1990/91 | AS Cannes             | Ligue 1          | 28         | 1          | 3     | 0      | –      | –      | 31     | 1      |
| 1991/92 | AS Cannes             | Ligue 1          | 31         | 5          | 3     | 0      | 4      | 0      | 38     | 5      |
| 1992/93 | Girondins de Bordeaux | Ligue 1          | 35         | 10         | 4     | 1      | –      | –      | 39     | 11     |
| 1993/94 | Girondins de Bordeaux | Ligue 1          | 34         | 6          | 3     | 0      | 6      | 2      | 43     | 8      |
| 1994/95 | Girondins de Bordeaux | Ligue 1          | 37         | 6          | 5     | 1      | 4      | 1      | 46     | 8      |
| 1995/96 | Girondins de Bordeaux | Ligue 1          | 33         | 6          | 3     | 0      | 16     | 6      | 52     | 12     |
| 1996/97 | Juventus              | Serie A          | 29         | 5          | 2     | 0      | 12     | 2      | 43     | 7      |
| 1997/98 | Juventus              | Serie A          | 32         | 7          | 5     | 1      | 11     | 3      | 48     | 11     |
| 1998/99 | Juventus              | Serie A          | 25         | 2          | 5     | 0      | 10     | 0      | 40     | 2      |
| 1999/00 | Juventus              | Serie A          | 32         | 4          | 3     | 1      | 6      | 0      | 41     | 5      |
| 2000/01 | Juventus              | Serie A          | 33         | 6          | 2     | 0      | 4      | 0      | 39     | 6      |
| 2001/02 | Real Madrid           | Primera División | 31         | 7          | 7     | 2      | 12     | 3      | 50     | 12     |
| 2002/03 | Real Madrid           | Primera División | 33         | 9          | 1     | 0      | 15     | 3      | 49     | 12     |
| 2003/04 | Real Madrid           | Primera División | 33         | 6          | 7     | 1      | 10     | 3      | 50     | 10     |
| 2004/05 | Real Madrid           | Primera División | 29         | 6          | 1     | 0      | 10     | 0      | 40     | 6      |
| 2005/06 | Real Madrid           | Primera División | 29         | 9          | 5     | 0      | 4      | 0      | 38     | 9      |
| Totaal: | Totaal:               | Totaal:          | 506        | 95         | 59    | 7      | 124    | 23     | 689    | 125    |

- Frankrijk: 108 interlands, 31 doelpunten.

## Trainerscarrière
In juli 2013 legde Zidane met succes het Franse trainersexamen af en kwam hij in het bezit van de vereiste papieren om als hoofdtrainer aan de slag te gaan. In het seizoen 2013/14 werd hij bij Real Madrid assistent van trainer Carlo Ancelotti. Een jaar later werd hij hoofdtrainer van het tweede elftal van Real Madrid, Real Madrid Castilla, op dat moment actief in de Segunda División B. Zidane werd in januari 2016 aangesteld als hoofdtrainer van Real Madrid. Deze functie kreeg hij naar aanleiding van het ontslag van Rafael Benítez. Doordat Real Madrid in het seizoen 2015/16 de Champions League won werd Zidane de zevende voetballer in de geschiedenis die als speler én als trainer dit toernooi won, na Miguel Muñoz (eveneens met Real Madrid), Giovanni Trapattoni, Johan Cruijff, Carlo Ancelotti, Frank Rijkaard en Josep Guardiola. Hij was tevens de eerste Fransman die als coach 'de cup met de grote oren' pakte, en de eerste coach die de prijs in drie opeenvolgende seizoenen won. Op 31 mei 2018 gaf Zidane in een persconferentie aan te stoppen als hoofdtrainer van Real Madrid. Naar eigen zeggen had de club vernieuwing nodig en moest het prijzen blijven winnen. Op 11 maart 2019 werd bekendgemaakt dat Zidane terugkeerde als hoofdtrainer bij de club, nadat Santiago Solari wegens tegenvallende resultaten werd ontslagen. Dat jaar pakte de Fransman ook direct weer de Supercopa en de landstitel. Op 27 mei 2021 heeft de clubleiding in een persconferentie bekendgemaakt dat Zidane een punt zet achter zijn tweede periode bij Real Madrid.

## Erelijst
Als speler
 Girondins de Bordeaux
- UEFA Intertoto Cup: 1995

 Juventus
- Intercontinental Cup: 1996
- UEFA Intertoto Cup: 1999
- UEFA Super Cup: 1996
- Serie A: 1996/97, 1997/98
- Supercoppa Italiana: 1997

 Real Madrid
- Intercontinental Cup: 2002
- UEFA Champions League: 2001/02
- UEFA Super Cup: 2002
- Primera División: 2002/03
- Supercopa de España: 2001, 2003

 Frankrijk
- FIFA WK: 1998
- UEFA EK: 2000

Als trainer
 Real Madrid
- FIFA Club World Cup: 2016, 2017
- UEFA Champions League: 2015/16, 2016/17, 2017/18
- UEFA Super Cup: 2016, 2017
- Primera División: 2016/17, 2019/20
- Supercopa de España: 2017, 2019/20

Individueel
- Beste Franse jeugdspeler: 1994
- Beste speler van de Ligue 1: 1996
- Europees voetballer van het jaar: 1998
- Beste buitenlandse speler in Italië: 1997, 2001
- FIFA Voetballer van het jaar: 1998, 2000, 2003
- Onze d'Or: 1998, 2000, 2001
- L'Équipe 'Kampioen der Kampioenen': 1998
- Beste Frans voetballer van het jaar: 1998, 2002
- World Soccer Award: 1998
- RSS-speler van het jaar: 1998
- ESM 'Team van het jaar': 1998, 2002, 2003, 2004
- All Star-team van het Wereldkampioenschap voetbal: 1998, 2006
- El País 'Speler van het jaar': 1997, 2001, 2002, 2003
- Beste speler Europees kampioenschap: 2000
- All Star-team van het Europees kampioenschap voetbal: 2000, 2004
- Beste speler van de Serie A: 2001
- Team van het jaar door UEFA: 2001, 2002, 2003
- Beste speler UEFA Champions League: 2002
- UEFA Voetballer van het jaar: 2002
- FIFA World Cup Dream Team: 2002
- France Football 'Zilveren Ster': 2003
- Winnaar Beste speler 'Een half eeuw UEFA': 2004
- Beste buitenlandse speler in Spanje: 2005.
- FIFPro Wereldelftal: 2005, 2006
- FIFA Golden Ball Award: 2006
- IFFHS - Beste spelmaker: 2006
- UNFP Honorary Award: 2007
- Marca Leyenda Award: 2008
- Golden Foot Legend Award: 2008
- ESPN - Beste speler van de voorbije tien jaar: 2009
- Sports Illustrated - Beste speler van de voorbije tien jaar: 2009
- Fox Sports - Beste speler van de voorbije tien jaar: 2009
- Don Balón - Beste speler van de voorbije tien jaar: 2010
- Beste speler van de voorbije twintig jaar in de Champions League: 2011
- Laureus Lifetime Achievement Award: 2011
- World Soccer Dream Team: 2013
- Goal Hall of Fame: 2014[6]
- UEFA Euro All Time XI: 2016
- La Liga Trainer van de Maand: april 2016, mei 2017
- Frans trainer van het jaar: 2016, 2017
- Onze d'Or Manager van het jaar: 2017, 2018, 2021
- The Best FIFA Men's Coach: 2017
- ESPN Manager van het jaar: 2017
- IFFHS Beste clubtrainer van de Wereld: 2017, 2018
- Coach van het Jaar (Globe Soccer Awards): 2017
- World Soccer Manager van het jaar: 2017
- Miguel Muñoz Trofee voor Beste trainer van het Jaar: 2020
- L'Équipe Manager van het jaar: 2020

## Hoogtepunten

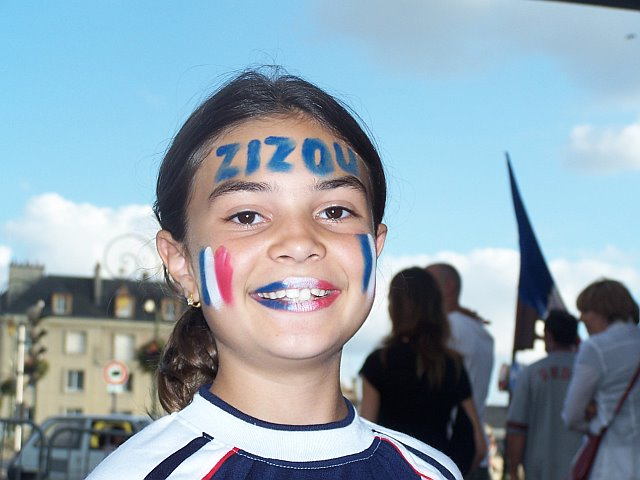
Een jonge supporter tijdens het WK 2006

- 1 selectie met het Europees team, spelend tegen het FIFA Allstars team in 1997.
- 1 selectie met het FIFA Allstars team, spelend tegen het Italiaans elftal te Rome in 1998
- Ridder in het Franse Legioen van Eer (1998)
- Winnaar verkiezing 'Favoriete Fransman' in Frankrijk (2000)
- Tweede Fransman van de eeuw volgens L'Équipe (2000)
- Toegevoegd aan de FIFA Top 100-lijst "Grootste spelers aller tijden" (2004)
- 10 Keer uitgekozen tot beste speler van het jaar

## Ambassadeur

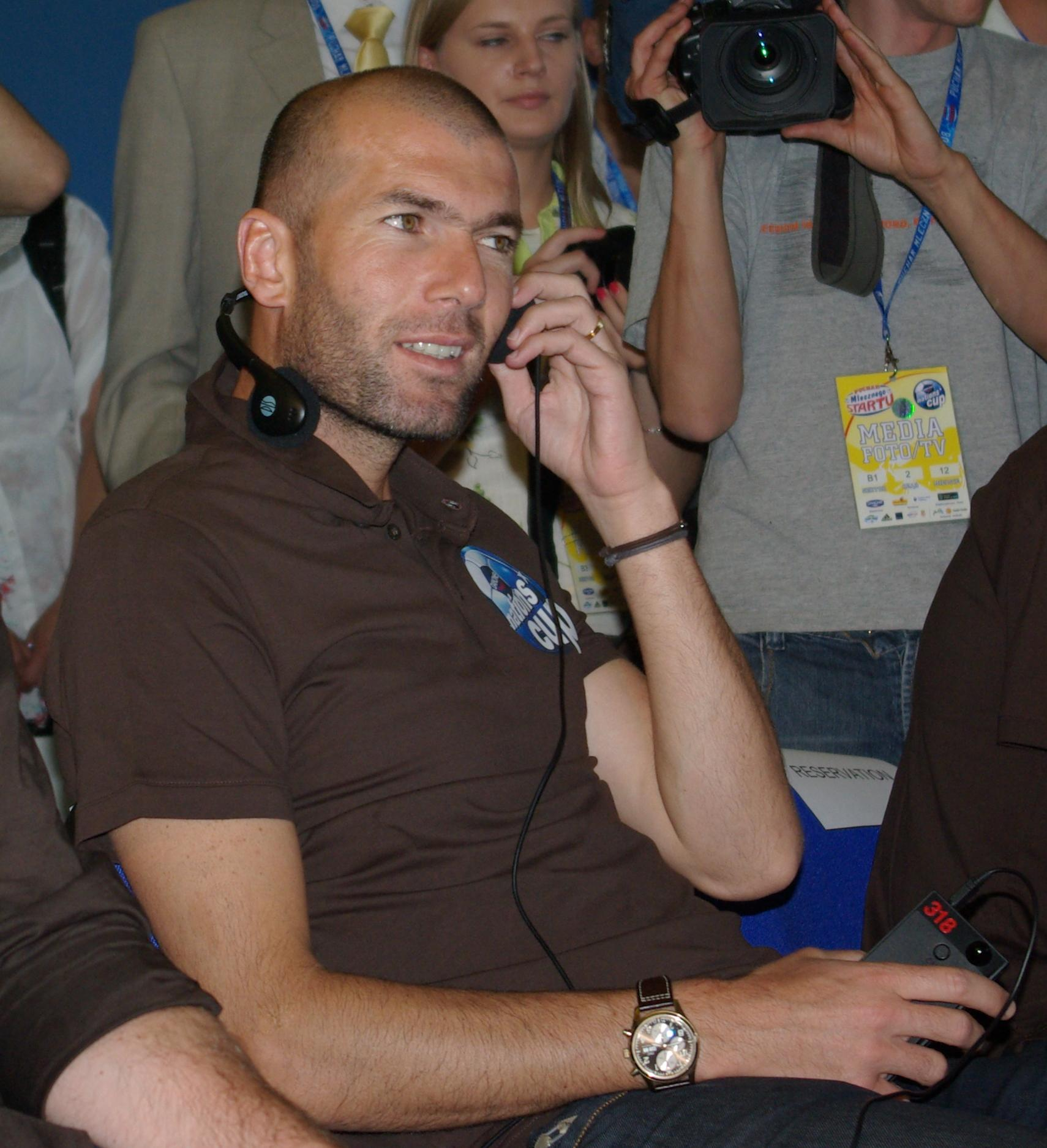
Zinédine Zidane, als ambassadeur bij de Danone Nations Cup in Poznań, Polen

Zidane is ook actief als ambassadeur voor goede doelen, waaronder van:
- l'Association Européenne contre les leucodystrophies (ELA), een organisatie, mede-opgericht door de Nederlander M. Veldhof, die zich inzet voor Leukodystrofie-patiënten.
- United Nations Development Programme (UNDP). Sinds 2003 organiseert Zidane samen met Ronaldo een vriendschappelijke wedstrijd. Ook bekend als "De wedstrijd tegen armoede". De grootste voetballers doen hieraan mee. De inkomsten gaan naar de UNDP.

## Filmografie
Als acteur speelde Zinédine Zidane onder andere in:

## Meningen over Zidane
Andere voetballers waren zeer onder de indruk van de voetbalkwaliteiten van Zinédine Zidane, getuige de volgende uitspraken:
David Beckham: "Spelen met Zidane is de grootste eer die ik ooit heb gehad."
Pelé: "Simpel gezegd, het is de meester op het veld. [...] Ik plaats Zidane bij de vijf beste spelers (aller tijden). Op basis van de afgelopen tien jaren, stak hij er met kop en schouders bovenuit."
Franz Beckenbauer: "Zidane is een van de grootste spelers in de geschiedenis van onze sport."
Marcello Lippi: "Zidane was waarschijnlijk de beste speler van de afgelopen 20 jaar.."
Ronaldinho: "Hij is een van de beste voetballers aller tijden, een van mijn idolen. Hij behoort tot de spelers waar ik het meeste plezier aan had om naar te kijken. Buiten het voetbalbalveld was hij een echte gentleman. Ik heb er altijd van genoten om tegen hem te mogen spelen. Zijn spel had een bepaalde elegantie, maar was zeer effectief met een geweldig balgevoel en een uitstekende visie op het spel."
Marco Materazzi: "Zidane won de Gouden Bal voor zijn prestaties op het veld. Hij was de beste. (..) Ik heb Zidane altijd bewonderd. Ik heb zelfs een van zijn shirts thuis in de kast staan, die we hebben geruild na de wedstrijd van Juventus tegen Perugia."